# Luis Alegre Saz
Luis Alegre Saz (Lechago, Teruel, 11 de enero de 1962) es un escritor, comunicador, cineasta, estudioso cinematográfico, docente, activista y gestor cultural aragonés. Es profesor Doctor de la Universidad de Zaragoza.  
Desde 1981 ejerce el periodismo en prensa escrita, radio y televisión. Profesional poliédrico de la universidad, la cultura y el periodismo, una parte muy relevante de su tarea la ha consagrado al cine español y sus profesionales, como investigador, historiador, entrevistador, divulgador, conferenciante, tertuliano, organizador de diferentes actividades y certámenes de cine o autor de libros, estudios y entrevistas centrados en personalidades como Luis Buñuel, Luis García-Berlanga, Fernando Fernán-Gómez, Rafael Azcona, Fernando Trueba, Imperio Argentina, María Dolores Pradera, Ana Belén, Carlos Saura, José Luis Borau, Pedro Beltrán, Maribel Verdú, Penélope Cruz, Javier Bardem, Santiago Segura o Vicente Aranda. En su tesis doctoral indaga en el lugar que el cine español ha ocupado en la memoria colectiva. Realizador, con David Trueba, de un documental, La silla de Fernando (2006), película-conversación con Fernán-Gómez nominada en los Premios Goya. En Tudela dirige la Muestra de Cine Español desde 1995 y el Festival de Cine Ópera Prima desde 2000.
Entre las distinciones que ha recibido, destacan las de Hijo Adoptivo de Zaragoza (2002), el Premio Especial de la Asociación de Prensa de Aragón (2006) -que subrayó su condición de “embajador de lujo de Aragón”-, el premio Aragonés Emérito en Arte de las Comunidades Aragonesas en el Exterior (2007), la Medalla de Oro de Isabel de Portugal (2008) -que lo ensalzó como ”personalidad imprescindible del cine español”- el premio Pasión por el Cine del Festival de Cine Solidario de Cáceres (2008), el primer Simón de Honor de la Asamblea de Cineastas Aragoneses (2012), la primera Medalla al Mérito Cultural concedida por el Gobierno de Aragón (2018) o el Premio José Antonio Labordeta de Comunicación (2021). Desde 2019 es Académico de Número en la sección Artes de la Imagen de la Real Academia de Nobles y Bellas Artes de San Luis.  

## Biografía
Su infancia y adolescencia transcurren en dos pueblos de Teruel, Lechago, modelo de la España profunda y olvidada, y Calamocha. En esos lugares se cuecen casi todas sus inquietudes esenciales, que sus padres Felicitas (18/6/1925; 1/7/2018) y Alberto (7/8/1927; 7/8/2006), gente campesina, humilde, sin apenas estudios, pero de afinada sensibilidad cultural, se encargan de alentar. Su atracción por la docencia, el cine, la literatura, el periodismo, el fútbol, la canción, la radio, la televisión, su gusto por la amistad o su sentido de la decencia, tiene su raíz en lo que ellos le transmiten. 
Entre los 11 y los 18 años estudia interno en las Universidades Laborales de Cheste (Valencia) y Huesca. A los 11 años, en el cineclub que dirige en Cheste, ya escribe las reseñas de las películas y presenta y modera los coloquios. Con 13 años es entrevistado junto a otros compañeros en el programa Revista de Cine de TVE.A los 14 escribe su primer guion de cine, una adaptación de El pequeño escribiente Florentino, uno de los relatos de Corazón, de Edmundo de Amicis. 
Desde 1980 reside en Zaragoza, siempre muy cerca de sus padres y sus hermanos Carmen y Salvador. Estudia Ciencias Empresariales -su padre le anima diciéndole que “la economía ayuda a entender mejor la vida”- y, desde 1985 trabaja en la Universidad de Zaragoza, como profesor de diversas asignaturas y director de actividades como, los ciclos de conversaciones La buena estrella -protagonizado por profesionales del cine y el teatro- y El tiempo de las mujeres, basado en encuentros entre mujeres relevantes de la vida española y aragonesa. En 2016 presenta su tesis doctoral, centrada en las relaciones del público español con el cine. 
En 1981, con 19 años, comienza a escribir de cine en El Bejorro, una revista de la Facultad de Empresariales liderada por el profesor y activista Pedro Arrojo. Otros dos profesores que le siguen la pista resultan determinantes: Alberto Lafuente Félez le encarga organizar en 1982 un ciclo de cine en la Facultad que le permite entablar amistad con el ensayista y erudito cinematográfico Manuel Rotellar, que le marca profundamente; y Eloy Fernández Clemente, director de Andalán, le propone en 1984 escribir en esa mítica revista de la Transición, formar parte del consejo de redacción y hacerse cargo de la administración. Sus años en Andalán le permiten crecer como periodista y confraternizar con gente como el escritor, cantautor y político José Antonio Labordeta, el escritor y bibliófilo José Luis Melero o Emilio Lacambra, agitador cultural y dueño del restaurante Casa Emilio de Zaragoza, centro de reunión de varias generaciones de la cultura aragonesa. 
Desde aquellos años 80 combina la labor docente e investigadora con su tarea periodística, literaria y cultural. Ha escrito artículos y diversos libros -sobre todo de cine- de los que, en algunos casos, ha sido también editor; ha sido guionista, director, productor, presentador o colaborador de diferentes programas de radio y televisión; es director o colaborador de varios festivales y eventos cinematográficos y ha sido director, coordinador o protagonista de diferentes actividades culturales.

## Obras escritas
- Besos robados. Pasiones de cine, 1994. Prólogo de Fernando Trueba. Epílogo de Concha García Campoy.
- El apartamento/Belle Époque, Editorial Dirigido. Barcelona, 1997.
- Vicente Aranda: la vida con encuadre, Festival de Cine de Huesca, 2002.
- Maribel Verdú: la novia soñada, Festival de Cine de Lorca, 2003.
- Cerca de casa, 2014. Autobiografía de su infancia en la que hace un homenaje a su familia. En la portada aparece cantando de niño subido a una mesa.[3]
- Belle Époque, una película de Fernando Trueba. Festival de Cine de Málaga, 2017.
- ¡Hasta siempre Míster Berlanga!. Con el ilustrador El Marqués. Random Cómics. Barcelona, 2021

Ha colaborado en numerosos libros colectivos. Entre otros: 
- La vida en un puño. Coordinador. Biografía del boxeador zaragozano Perico Fernández -dos veces campeón del mundo- escrito por Mariano Gistaín y José Antonio Ciria. Es el primer libro en el que interviene, como supervisor, productor y coordinador de las entrevistas. Ediciones El Día de Aragón, Zaragoza, 1987.
- Manual de introducción al marketing. Técnicas de Formación Empresarial. Logroño (La Rioja). Marzo 1988. En colaboración con Alberto Lafuente y Yolanda Polo.
- Anuarios de El Día de Aragón: 1987 y 1988. Coordinador, editor y coautor. Libros que recogen los principales temas y protagonistas de la vida social, cultural y política de Aragón durante los 1987 y 1988. Los volúmenes incluyen artículos, crónicas y semblanzas escritos por periodistas, escritores y gente relevante de la sociedad aragonesa. Ediciones El Día de Aragón, Zaragoza, 1988 y 1989.
- Resultados de la Empresa Aragonesa y Medidas de Política Industrial. Economía Industrial. Ministerio de Industria y Energía. N.º 263-264, septiembre-diciembre de 1988. En colaboración con Manuel Espitia y Yolanda Polo.
- El Desarrollo de Nuevos Productos. Manuales IMPI. 1989.
- ¡Viva Berlanga!, 2009. Editor y autor junto a Manuel Vicent y otros. Libro tributo a Luis García Berlanga.
- Fundamentos de economía de la empresa: perspectiva funcional, 2000, Grupo Planeta (GBS). Junto con Carmen Berné Manero y Carmen Galve Górriz.
- Diálogos de Salamina: un paseo por el cine y la literatura (Editor: Luis Alegre Saz), 2003. Autores: Javier Cercas y David Trueba. El primer libro en castellano que recoge las conversaciones entre un escritor y el cineasta que ha adaptado una de sus obras.
- Luis Buñuel y la gente. Revista Turia, Nº88. Teruel, 2009
- La España de Viridiana. Prensas Universitarias de Zaragoza, 2012.
- Il cinema della vita. Fernando León de Aranoa. Festival de Cine de Bérgamo, 2012.
- El síndrome de La Tía Tula. La tía Tula. Guión cinematográfico. Diputación de Jaén, 2012
- Grandes directores de cine aragoneses. Editor y coordinador. Colección de libros/DVD sobre algunas de las películas más relevantes de la historia dirigidas por cineastas aragoneses: Luis Buñuel (Un perro andaluz, La edad de oro, Los olvidados, Viridiana, El ángel exterminador, Simón del desierto); Florián Rey (Nobleza baturra, Morena clara), Carlos Saura (La caza, La prima Angélica), Fernando Palacios (La gran familia) y José María Forqué (Atraco a las tres). Los autores de los textos son Agustín Sánchez Vidal, Javier Hernández y Pablo Pérez. Ediciones Heraldo de Aragón, Zaragoza, 2012.
- No es país para Luis Buñuel. En monográfico sobre Luis Buñuel. Filmoteca Vasca. Colección Nosferatu, 2020
- ¡Españoles¡. Imago Mundi. Homenaje a Agustín Sánchez Vidal. Amparo Martínez (ed). Prensas Universitarias, Zaragoza, 2021.

- Es jefe de la sección de cine y redactor de la Gran Enciclopedia de España (1990-1993) y de la Gran Enciclopedia Aragonesa (1998-2001). Es redactor de los artículos de cine del Anuario de la editorial Planeta (2002-2008) y redactor de la sección de cine del Diccionario Biográfico Español editado por la Real Academia de la Historia (2009-2012).
- Prologuista de libros dedicados al guionista Rafael Azcona, a los actores Antonio Resines, Jorge Sanz y José Luis López Vázquez, al músico Antón García Abril, al historiador Eloy Fernández Clemente, al director de cine Antonio Artero, al cantante Joaquín Sabina o al guionista Pedro Beltrán. Es el autor del prólogo de la edición de 2015 de El tiempo amarillo, el libro de memorias de Fernando Fernán Gómez editado por Capitán Swing.

## Periodismo
Desde 1981 escribe artículos, reportajes y entrevistas relacionados, básicamente, con el cine, la cultura y la vida aragonesa y española en numerosas publicaciones: periódicos (El Día de Aragón, El Periódico de Aragón, Heraldo de Aragón, Diario 16, El Mundo, El País), revistas (El Bejorro, Andalán, Cine Nuevo, Zaragocio –en la que, además de cine, escribe crónicas de la noche zaragozana- Dirigido por, Cinemanía, Fotogramas, Primer Plano - de la que, en 1990, es cofundador y miembro del consejo editorial junto a Florentino Soria, Antonio Castro o José María Gómez Pena-, Secuencias, Moving Pictures, Rolde, La expedición, Marie Claire, GQ, Vogue, Trébede, Zona de Obras, La magia de viajar por Aragón, Siete de Aragón, Beandlife, Qriterio aragonés, Aragonia Zaragoza, B&L, Aki Zaragoza, Contraluz, Huffington Post, That´s Life, Turolenses, Turia, Notorius, Nosferatu, la web de Lancôme, La Replazeta, Zimbeler, Barataria, Ágora o El Pairón, revista editada por la Asociación de Amigos de Lechago), catálogos de la marca Freixenet, catálogos y libros de diversos festivales de cine (San Sebastián, Zaragoza, Huesca, Jaén, Arnedo, Lorca, La Almunia de Doña Godina o Málaga), la web CalleZaragoza o los diarios deportivos As y Marca. Destacan sus reportajes desde Hollywood para diversos medios sobre las ceremonias de los Óscar en los años 1994, 2001 y 2009, en las que acompaña a Fernando Trueba, Javier Bardem y Penélope Cruz..
El primer programa de televisión en el que trabaja, como productor y contertulio, es No me esperes a comer, que el periodista y escritor Mariano Gistaín dirige y presenta en 1987 en el centro regional de RTVE en Aragón. Entre 1996 y 2002 presenta con José Luis Campos el programa especial de las fiestas de Calamocha en la televisión local. Es guionista y codirector, con Concha García Campoy, de La gran ilusión (1999-2002), el programa de Tele 5 consagrado al cine español. En Antena Aragón dirige y presenta los espacios de entrevistas El camarote de los hermanos Marx (2004-2006) y El café de los campeones (2005-2006). Aragón TV, la televisión autonómica aragonesa, ha dirigido y presentado programas como el espacio de entrevistas El reservado (2006-2010) o el de reportajes cinematográficos La noche de (2010-2012) y, desde 2012, es uno de los contertulios del programa Buenos días. Es colaborador habitual del programa Historia de nuestro cine dirigido y presentado por Elena S. Sánchez en La 2 de TVE..
Desde 1987 trabaja como guionista y tertuliano en diferentes programas de radio, con profesionales como Concha García Campoy, Javier Gurruchaga, Beatriz Pécker, María Guerra, Plácido Serrano, Pablo Carreras, Pedro Blanco, Montserrat Domínguez, Javier del Pino, Miguel Mena, Lorena Ruano o Ángels Barceló. En 2024 colabora en la Cadena Ser -en el espacio Hoy por hoy presentado por Ángels Barceló-, en Radio Nacional de España -en el programa de cine De película presentado por Yolanda Flores-y en el espacio A vivir Aragón dirigido por Mónica Farré en Radio Zaragoza, emisora a la que permanece ligado desde 1988.

## Actor

### Películas
- La vaquilla, 1985, dirigida por Luis García Berlanga. Es el primer rodaje al que asiste, en Sos del Rey Católico (Zaragoza). Le hace una entrevista a Berlanga y éste le anima a hacer de figurante.
- La mujer cualquiera, 1994. Episodio dirigido por José Luis García Sánchez de la Serie de televisión La mujer de tu vida 2.
- El seductor, 1995, dirigida por José Luis García Sánchez.
- Airbag, 1997, dirigida por Juanma Bajo Ulloa.
- Tranvía a la Malvarrosa, 1997, dirigida por José Luis García Sánchez.
- Obra maestra, 2000, dirigida por David Trueba.
- Bienvenido a casa, 2006,[5] dirigida por David Trueba.
- Bendita calamidad, 2015, dirigida por Gaizka Urresti. Interpreta a un concejal de Tarazona.
- La Reina de España, 2016, dirigida por Fernando Trueba. Interpreta a un sacerdote.

### Cortometrajes
- Perturbado, 1993, de Santiago Segura. Premio Goya al mejor cortometraje.
- La sopa, 1998, Josean Pastor.
- ¿Quieres que te lo cuente?, 1998.[5] Película de humor surrealista dirigida por Javier Jurdao y el humorista Faemino donde Luis Alegre interpreta a un Adolfo Hitler que canta "La bien pagá", una canción que también entona en su cameo en Airbag, 1997, la popular película de Juanma Bajo Ulloa.

## Director
- La silla de Fernando (2006). Director junto a David Trueba. Película que recoge conversaciones con el actor Fernando Fernán Gómez. Fue candidata en 2007 a la mejor película documental en los premios Goya y en las medallas del Círculo de Escritores Cinematográficos.[6]

## Colaborador
- Colabora como guionista, organizador y moderador de diferentes secciones, charlas y debates en los festivales de cine de Málaga, Jaén, Almería, Melilla, Huesca, Zaragoza, La Almunia de Doña Godina o Toledo.[3]
- Desde 2013 forma parte de la organización y moderación de los Encuentros del Bienestar que la Cadena Ser organiza en diversos lugares de España, en los que diferentes personalidades de la sociedad española protagonizan encuentros en los que se debate sobre diferentes aspectos de interés general: la cultura, la música, el amor, el pensamiento o la vida buena.
- Desde 2013, en los centros culturales La Térmica y La Malagueta de Málaga organiza y modera encuentros en las que figuras de la cultura y de la sociedad española conversan sobre su trayectoria.
- Como miembro de la Asociación de Amigos de Lechago, su pueblo, colabora en la elaboración de la revista El Pairón y en la organización de la Semana Cultural que se celebra cada mes de agosto, durante la que se entregan los Premios Pairón, que distinguen a personalidades relacionadas con Aragón. El primer premiado, en 2009, fue José Antonio Labordeta.
- Es el narrador y conductor del documental Aragón Rodado (2014, Vicky Calavia), una película que recorre escenarios de Aragón en los que se han rodado películas.
- He ofrecido su testimonio sobre diferentes personalidades en documentales dirigidos por Emilio Casanova (Julio Alejandro, un mar de letras, 2006), Vicky Calavia (Manuel Rotellar: apuntes desde la fila 8, 2008; Eduardo Ducay, el cine que siempre estuvo ahí (2013); Florián Rey. De luz y sombra, 2022; Natividad Zaro, en voz alta, 2023), Javier Espada (Asunción Balaguer, una mujer sin sombra, 2012), Bigas Luna (Bigas x Bigas, 2017), Charlie Arnaiz y Alberto Ortega (Un país en Labordeta, 2019), Antonio Resines y Ana Pérez Lorente (Historias de nuestro cine, 2019), Gaizka Urresti y Paula Labordeta (Labordeta, un hombre sin más, 2022) o Roberto Oltra (José Luis López Vázquez: ¡Qué disparate!, 2022). También interviene en el episodio Bolero eterno del programa Ochéntame otra vez de TVE (2017) o en Pongamos que hablo de Penélope Cruz (2020), el documental de Antena 3 Player sobre la actriz española más reconocida de la historia del cine, con la que mantiene una gran amistad desde que ella tiene 17 años y la conoce en el rodaje de Jamón, jamón (1992, Bigas Luna). Cuando, en 1999, recibe su primer premio Goya por su trabajo en La niña de tus ojos (1998, Fernando Trueba), Penélope incluye a Luis Alegre entre sus agradecimientos “por haber sido su profesor de La bien pagá”.

## Reconocimientos
- 1990. Pregonero de las fiestas de Calamocha. Pregonero de las fiestas de Lechago.
- 1998. Premio Alfonso X el Batallador concedido por la Asociación Cultural Peña la Unión de Calamocha (Teruel).
- 2001. Distinguido como socio de honor de la Asociación Cultural Amigos de Florián Rey de La Almunia de Doña Godina.
- 2001. Premio del Festival de Fuentes de Ebro.
- 2002. Distinguido como Hijo Adoptivo de Zaragoza por el Ayuntamiento de Zaragoza.
- 2005. Premio del Festival de Jóvenes Realizadores de Zaragoza.
- 2007. Premio Especial de La Asociación de la Prensa de Aragón a su trayectoria profesional. La Asociación destaca el hecho de haberse erigido un referente inexcusable para quienes trabajamos en los medios de comunicación aragoneses y en un embajador de lujo para Aragón.
- 2007. Premio Aragonés de Mérito en Arte concedido por la Reunión de Comunidades Aragonesas en el Exterior.
- 2008. Premio Pasión por el cine del Festival de Cine Solidario de Cáceres.
- 2008. Medalla de Oro de Santa Isabel de la Diputación Provincial de Zaragoza, la máxima distinción de la institución aragonesa. Se subraya su condición de personalidad imprescindible del cine español.
- 2009. En las Jornadas de Cine de La Almunia de Doña Godina, recibe, junto a David Trueba, el primer premio Villa La Almunia de las Artes, en reconocimiento a su trayectoria y a su colaboración en las jornadas.
- 2011. Se inaugura con su nombre un Pabellón Polivalente en Lechago, su pueblo natal.
- 2011 En la IX Muestra de Cortos de Delicias (Zaragoza) recibe de la Asociación de Cineastas Aragoneses un premio honorífico como tributo a toda una carrera y a su compromiso con el cine, además de reconocer el hecho de que sea una de las personalidades que más ha apoyado el cine en Aragón y de que se haya consolidado como una figura importante del panorama audiovisual español.
- 2012. Recibe el Premio Simón de Honor en la I Gala del Cine Aragonés.[7]
- 2012. Pregonero de las fiestas de Villafeliche (Zaragoza), donde recibe el premio Trevillano en su primera edición.
- 2012. Pregonero de las Fiestas del barrio zaragozano de El Tubo.
- 2012. El ciclo La buena estrella que coordina en la Universidad de Zaragoza es candidato en la categoría de cultura a los premios Aragoneses del año que organiza El Periódico de Aragón.
- 2014. Pregonero de las Bodas de Isabel de Segura de Teruel.
- 2014. Pregonero de las Fiestas de Anento (Zaragoza).
- 2014. Pregonero de las Fiestas de Longares (Zaragoza).
- 2015. Premio Chaminera de la Peña zaragocista Val d´Echo del Valle de Hecho (Huesca).
- 2015. Pregonero de la Feria del Libro de Zaragoza.
- 2015. Pregonero de la Feria del Libro Aragonés de Monzón.
- 2015. Premio “Bocina de Oro” de las Jornadas de Cine Mudo de Uncastillo (Zaragoza).
- 2015. Distinción al Mérito Cultural por parte de la Junta Municipal de El Rabal, por su trayectoria profesional y su aportación a la cultura.
- 2017. El ciclo La buena estrella que coordina en la Universidad de Zaragoza recibe el premio “3 de Abril” en la categoría de cultura concedido por la Asociación de Exconcejales Democráticos del Ayuntamiento de Zaragoza.
- 2017. Premio en la categoría de Cine de Artes&Letras, suplemento cultural de Heraldo de Aragón dirigido por Antón Castro.
- 2017. Premio “En Monegros se rueda” del Certamen de Cortometrajes de Bujaraloz (Huesca), en reconocimiento a su defensa de Los Monegros como territorio de cine.
- 2018. Medalla al Mérito Cultural del Gobierno de Aragón. Era la primera vez que se concedía esta distinción. El galardón reconoce “su importantísima labor de difusión cultural en nuestra Comunidad Autónoma desde hace décadas, fomentando el amor por el cine en las nuevas generaciones de aragoneses y el placer de la lectura”. Con la concesión de esta Medalla, el Gobierno de Aragón quiere destacar “su capacidad de difusión de toda la actividad cultural relacionada con las artes visuales y su labor incansable para generar en nuestra tierra un espacio de diálogo y reflexión permanente sobre las mismas”.
- 2018. Premio Pairón Especial de la Asociación de Amigos de Lechago (Teruel).
- 2019. Es distinguido como embajador de la Trenza de Almudévar, exquisito dulce aragonés
- 2019. Es elegido académico de número de la Real Academia de Nobles y Bellas Artes de San Luis en la sección Artes de la Imagen, ocupando el hueco dejado por José Luis Borau.
- 2021. Premio José Antonio Labordeta a la Comunicación.